# کیچیجوجی

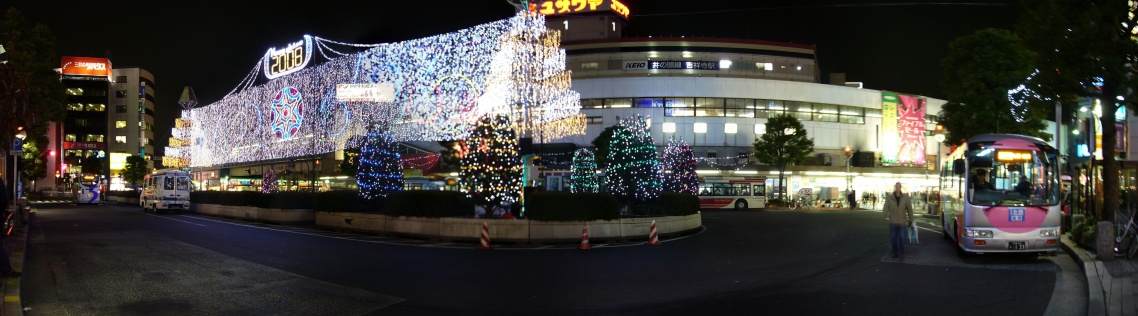
ایستگاه قطار کیچیجوجی

کیچیجوجی (به ژاپنی: 吉祥寺 Kichijoji) در منطقهٔ موساشینو در منطقه تامای توکیو پایتخت ژاپن واقع شده‌است.

## جاهای کیچیجوجی
- کیچیجوجی-دائیاگای مرکز خرید
- کیچیجوجی سان رود مرکز خرید
- پارک اینوکاشیرا
- موزه جیبلی
- آب‌راه تاماگاوا مسیر راهپیمایی در کنار این‌آب راه معروف است.

## دسترسی به ایستگاه کیچیجوجی
- جی آر، خط چوئو-هونسن
- شرکت راه آهن کیئو، خط اینوکاشیرا

## نگارخانه

پارک اینوکاشیرا در کیچیجوجی هنگام هانامی
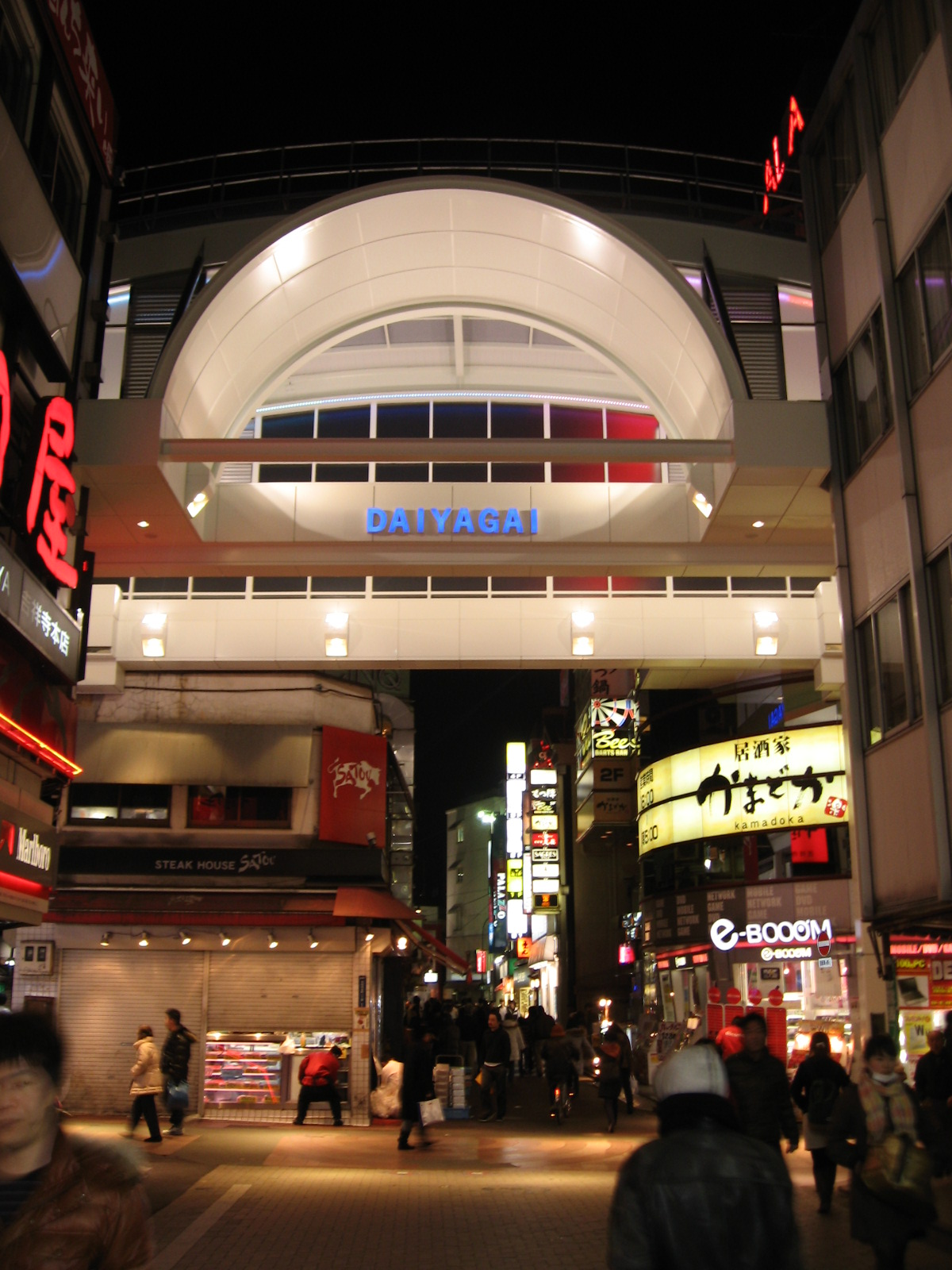
مرکز خرید کیچیجوجی-دائیاگای در شب